# Ольеши
Ольеши — деревня в Лидском сельском поселении Бокситогорского района Ленинградской области.

## История
Согласно X-ой ревизии 1857 года:

ОЛЬЕШИ — деревня, принадлежит Д. В. Колюбакину: хозяйств — 4, жителей: 14 м. п., 19 ж. п., всего 33 чел.; Н. П. Колюбакину: хозяйств — 4, жителей: 17 м. п., 24 ж. п., всего 41 чел.

По земской переписи 1895 года:

  
ОЛЬЕШИ — деревня, крестьяне бывшие Д. В. Колюбакина: хозяйств — 7, жителей: 24 м. п., 24 ж. п., всего 48 чел.; бывшие Н. П. Колюбакина: хозяйств — 8, жителей: 25 м. п., 36 ж. п., всего 61 чел.

В конце XIX — начале XX века деревня административно относилась к Верховско-Вольской волости 1-го земского участка 3-го стана Устюженского уезда Новгородской губернии.

ОЛЬЕШИ — деревня Ольешского сельского общества, число дворов — 17, число домов — 34, число жителей: 58 м. п., 63 ж. п.; Занятие жителей: земледелие, лесные заработки. Река Колпь. Часовня. (1910 год)

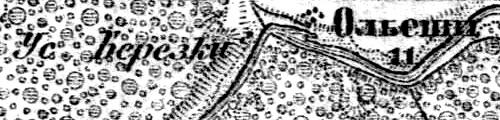
Деревня Ольеши на карте 1917 года

Согласно карте Новгородской губернии 1917 года, деревня насчитывала 11 крестьянских дворов, близ деревни располагалась усадьба Берёзки.
С 1917 по 1927 год деревня входила в состав Советской волости Устюженского уезда Череповецкой губернии. 
С 1927 года, в составе Коробищенского сельсовета Ефимовского района.
По данным 1933 года деревня называлась Ольешь и входила в состав Коробищенского сельсовета Ефимовского района.
В 1940 году население деревни составляло 180 человек.
С 1965 года, в составе Бокситогорского района.
По данным 1966 и 1973 годов деревня Ольеши являлась административным центром Коробищенского сельсовета Бокситогорского района.
По данным 1990 года деревня Ольеши являлась административным центром Ольешского сельсовета, в который входили 12 населённых пунктов, общей численностью населения 502 человека. В самой деревне Ольеши проживал 231 человек.
В 1997 году в деревне Ольеши Ольешской волости проживал 185 человек, в 2002 году — 126 человек (русские — 95 %), деревня являлась административным центром волости.
В 2007 году в деревне Ольеши Заборьевского сельского поселения проживали 155 человек, в 2010 году — 87.
Со 2 июня 2014 года — в составе вновь созданного Лидского сельского поселения Бокситогорского района.
В 2015 году в деревне Ольеши Лидского СП проживал 141 человек.

## География
Деревня расположена в восточной части района на автодороге 41К-033 (Сомино — Ольеши).
Расстояние до посёлка Заборье — 28 км.
Расстояние до районного центра — 151 км.
Расстояние до ближайшей железнодорожной станции Заборье — 35 км. 
Деревня находится на правом берегу реки Колпь.

## Демография
| 1997 | 2002 | 2007 | 2010 | 2017 |
| ---- | ---- | ---- | ---- | ---- |
| 185  | ↘126 | ↗155 | ↘87  | ↗136 |

## Инфраструктура
На 1 января 2016 года в деревне было зарегистрировано 56 домохозяйств.